# إيلا هاربر

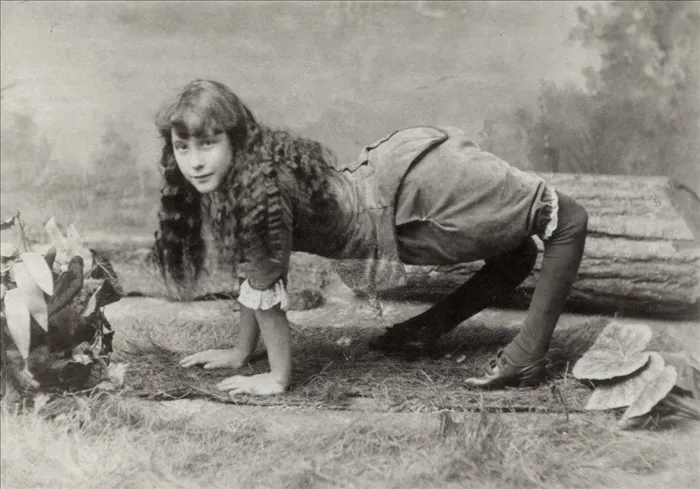
إيلا هاربر

إيلا هاربر (بالإنجليزية: Ella Harper) (مواليد 5 يناير 1870 – 19 ديسمبر 1921)، تُعرف ب«الفتاة الجمل»، ولدت بحالة عظمية نادرة جدًا تسببّت في جعل ركبتيها تنحنيان للخلف، تسمى ركبة طرقاء خلقيًا (بالإنجليزية: Congenital Genu Recurvatum). ونتيجة لسيرها على أطرافها الأربع، سُمّيت «الفتاة الجمل». عام 1886، برزت كنجمة في سيرك و. هـ. هاريس نيكل المتحرك (بالإنجليزية: W. H. Harris’s Nickel)، لتظهر في صحف أي مكان يزوره السيرك. وكُتب على ظهر بطاقتها:
كانت إيلا تتقاضى مرتبًا أسبوعيًا بلغ $200.

## أواخر حياتها
وفقًا لمُدَوّن، عادت إيلا إلى موطنها، مقاطعة سمنر، تينيسي، وعاشت هناك مع أمها وابنة اخيها/أختها وفق تعداد الولايات المتحدة 1900. وفي 26 يونيو 1905، حصلت هي وروبرت سيفلي على رخصة زواج وتزوجا في مقاطة سمنر يوم 28 يونيو 1905. وعام 1906 وضع مولودتها الأولى، مابل أي سيفلي، والتي توفيت لاحقًا في نوفمبر من ذلك العام. ثم انتقلت إيلا مع زوجها إلى ناشفيل، تينيسي عام 1909، ليظهرا معًا في تعداد الولايات المتحدة 1910 مع والدتها. وعام 1918، تبنت هي وزوجها طفلة وسموها جويل سيفلي، والتي توفيت بعمر أقل من ثلاث شهور. ووفق تعداد الولايات المتحدة 1920، كانت إيلا وزوجها مازالا يعيشان في ناشفيل. توفيت إيلا يوم 19 ديسمبر 1921 في ناشفيل بسبب سرطان القولون، ودفنت في مقبرة سبرينغ هل في منطقة عائلة والديها. لا يوجد ما يثبت أن إيلا هاربر المذكورة في هذه التعدادات السكانية هي نفسها إيلا «الفتاة الجمل».